# Hesperomeles resinopunctata
Hesperomeles resinopunctata là loài thực vật có hoa trong họ Hoa hồng. Loài này được (Pittier) Pittier mô tả khoa học đầu tiên năm 1939.